# Día del Mar (Umi no Hi)

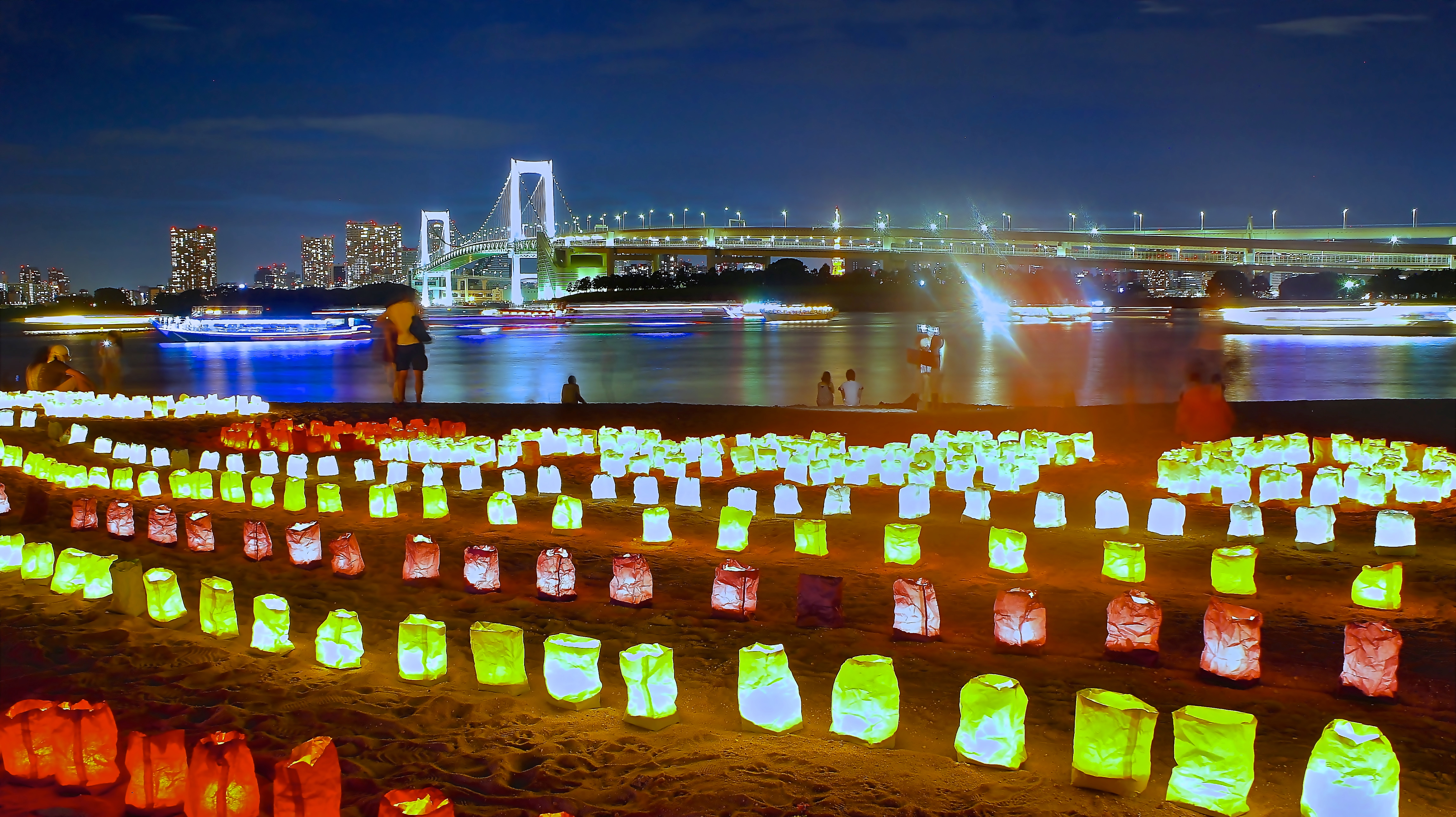
Día del Mar, Odaiba, Japón

El Día del Mar (海の日 Umi no Hi?), también conocido como "Día Marino" o "Día del Océano", es un día festivo de Japón generalmente celebrado el tercer lunes de julio. Tiene como finalidad agradecer la generosidad y riqueza del océano, además de  reconocer su importancia para Japón, al ser esta una nación rodeada por mar.
Mucha gente se aprovecha del feriado, situado en verano, para viajar a la playa, donde también se celebran otras festividades relacionadas con el océano. La fecha de la festividad coincide aproximadamente con el fin de la época lluviosa en el Este de Asia (梅雨 tsuyu en japonés) en casi todo el territorio japonés.
En 2020, el feriado se movió una única vez al jueves 23 de julio, a modo de acomodación especial debido a la inauguración de los Juegos Olímpicos de Tokio 2020 (pautados inicialmente para el día 24 de julio). Debido a la postergación de los Juegos Olímpicos, en 2021 la fecha se moverá nuevamente al jueves 22 de julio, aunque otra vez como arreglo excepcional.

## Historia
El feriado era conocido como Día en Homenaje al Mar (海の記念日 umi no kinen bi?) hasta el año 1996. El  ministro de comunicaciones, Shozo Murata, designó el día en 1941 para conmemorar al Emperador Meiji y su viaje en 1876 en el Meiji Maru, un barco a vapor de hierro construido en Escocia en 1874. El recorrido abarcó la región Tōhoku, una visita a un buque-faro de Aomori, y una pequeña parada en Hakodate antes de regresar a Yokohama el 20 de julio del mismo año.  Sin embargo, el día no fue designado feriado nacional hasta 1995, cuando se convirtió en el primer feriado de verano.
La primera vez que se conmemoró el Día del Mar fue el 20 de julio de 1996. La norma del Happy Monday movió la fecha al tercer lunes de julio, comenzando desde 2003.
Como un arreglo especial para los Juegos Olímpicos de 2020, la fecha de ese año del Día Marino fue corrida al 23 de julio. Aun así, como los Juegos Olímpicos y los Juegos Paralímpicos fueron pospuestos para 2021 a causa de la pandemia del COVID-19, el gobierno japonés mantuvo el cambio especial en 2020 y realizó una enmienda en el Acta de Medidas Especiales de los Juegos Olímpicos y Paralímpicos para que se haga un cambio similar  al de 2020 de la fecha del feriado en 2021.

## Celebración
En este día, las familias pueden ir al mar y nadar, hacer snorkel, surfear o bucear. También se puede participar en un evento llamado “lanzamiento de bolas de lodo”. Estas bolas están compuestas de Microorganismos Efectivos (EMs), que ayudan a eliminar y descomponer los desechos del mar. Asimismo, los acuarios nacionales realizan eventos especiales relacionados con el agua en esta fecha.